# Egyptens fjärde dynasti
Egyptens fjärde dynasti, f.l. 2500-talet f.Kr., var en dynasti i det Gamla riket i det forntida Egypten.Perioden utmärker sig genom att vara höjdpunkten inom pyramidbyggnation.

## Pyramider
Det gamla riket var pyramidernas tidsålder och Egyptens fjärde dynasti var den blomstrande höjdpunkten inom pyramidbyggandet. Den som byggde mest var farao Snofru, som bland annat uppförde Pyramiden i Meidum, Böjda pyramiden och Röda pyramiden Efter Snofrus pyramider följer flera storslagna byggnationer såsom Cheopspyramiden, Chefrens pyramid och Menkauras pyramid som utförts på Gizaplatån.

## Politik
Egyptens fjärde dynasti styrdes från Memfis. Mycket av det politiska arbetet för ämbetsmännen kretsade kring uppförandet av de kungliga gravanläggningarna med dess pyramider. I inledningen av dynastin byggdes även mindre pyramider utan gravkammare utspridda i landet för att markera kungens makt. De kungliga prinsarna hade en viktig roll och ansvarade för de militära expeditionerna och även för rättsskipningen. Det fanns inget yttre militärt hot mot den fjärde dynastin, men militära fälttåg genomfördes mot libyska stammar och mot Nubien.

## Datering
Det Gamla rikets kronologi har ingen säker datering, och kronologin är debiterad bland historiker. Exempel på olika dateringar för Egyptens fjärde dynasti:
- 2575–2465 f.Kr. (Metropolitan Museum of Art)[7]
- 2600–2450 f.Kr. (University College London)[8]
- 2639–2504 f.Kr. (Regine Schulz)[9]

Radiometriska mätningar publicerade 2010 i Science daterar början på Snofrus regeringstid med 95% sannolikhetsintervall till mellan 2650 och 2580 f.Kr. och början på Shepseskafs regeringstid med samma sannolikhet i intervallet 2560 till 2480 f.Kr.

## Tidslinje
Exempel på tidslinje baserad på datering från Metropolitan Museum of Art.